# 尖嘴突吻魚
尖嘴突吻魚（学名：Varicorhinus varicostoma）为輻鰭魚綱鯉形目鲤科的其中一種，分布於非洲安哥拉Lucalla河流域，體長可達20.3公分。

## 扩展阅读
維基物種上的相關：尖嘴突吻魚